# Sandmile
En sandmile er en ubevokset banke af flyvesand. Flyvesand opstår, efter at havet og vinden har malet sten til stadig mindre korn. Når sandkornene er ca. 0,002 mm i diameter, er de så lette, at de fanges af det mindste vindpust. Sandmilen er en vandrende klit. Frem til tidligt i det forrige århundrede var store dele af Nordjylland dækket af flyvesand, som befolkningen efterhånden fik kontrol over ved hjælp af beplantning med bl.a. marehalm.
En af de største vandreklitter i Europa er Råbjerg Mile, der har flyttet sig ca. 1,5 km siden år 1900. Med gennemsnitligt 15 meter (varierer fra 0 - 30) bevæger klitten sig med den fremherskende vindretning mod nordøst. Gennem fredning er Råbjerg Miles fortsatte frie vandring blevet sikret, der er imidlertid endnu ikke er taget højde for, at den om 100 år vil begrave hovedvejen til Skagen.
Syd for Skagen findes Den tilsandede kirke, hvor kun tårnet stikker op over en banke af flyvesand.